# Copa de la CEI 2013
La Copa de la CEI 2013 es la 21.ª edición de este torneo de fútbol a nivel de selecciones menores organizado por la Unión de Fútbol de Rusia y que contó con la participación de 12 selecciones nacionales.
Rusia venció a Ucrania en la final jugada en San Petersburgo para ganar el torneo por segunda edición consecutiva.

## Participantes
| País             | Entrenador         | Apariciones |
| ---------------- | ------------------ | ----------- |
| Rusia U21        | Nikolai Pisarev    | 11          |
| Ucrania U21      | Serhiy Kovalets    | 2           |
| Bielorrusia U21  | Aleksey Vergeyenko | 2           |
| Lituania U21     | Mindaugas Neoras   | 2           |
| Letonia U21      | Marians Pahars     | 2           |
| Estonia U21      | Martin Reim        | 2           |
| Moldavia U21     | Alexandru Curteian | 2           |
| Kazajistán U21   | Sergei Borovsky    | 2           |
| Uzbekistán U20   | Ahmadjon Musaev    | 1           |
| Tayikistán U20   | Mubin Ergashev     | 2           |
| Turkmenistán U20 | Röwşen Muhadow     | 2           |
| Kirguistán U20   | Anarbek Ormombekov | 2           |

## Fase de grupos

### Grupo A
| País        | J | G | E | P | GF | GC | GD | Pts |
| ----------- | - | - | - | - | -- | -- | -- | --- |
| Bielorrusia | 3 | 3 | 0 | 0 | 10 | 3  | +7 | 9   |
| Tayikistán  | 3 | 2 | 0 | 1 | 4  | 5  | −1 | 6   |
| Letonia     | 3 | 1 | 0 | 2 | 1  | 4  | −3 | 3   |
| Estonia     | 3 | 0 | 0 | 3 | 1  | 4  | −3 | 0   |

| 18 de enero de 2013 | Bielorrusia                             | 3 – 0   | Letonia | SKK Peterburgsky, Saint Petersburg                        |                                                           |
|                     | Bykov 37' · Saroka 71' · Kavalewski 90' | Reporte |         | Asistencia: 300 espectadores Árbitro(s): Vladimir Rogulev | Asistencia: 300 espectadores Árbitro(s): Vladimir Rogulev |

| 18 de enero de 2013 | Estonia | 0 – 1   | Tayikistán   | SKK Peterburgsky, Saint Petersburg                       |                                                          |
|                     |         | Reporte | Ergashev 88' | Asistencia: 300 espectadores Árbitro(s): Kirill Levnikov | Asistencia: 300 espectadores Árbitro(s): Kirill Levnikov |

| 19 de enero de 2013 | Estonia   | 1 – 2   | Bielorrusia            | SKK Peterburgsky, Saint Petersburg                          |                                                             |
|                     | Anier 78' | Reporte | Bombel 77' · Bykov 87' | Asistencia: 300 espectadores Árbitro(s): Vladimir Seldyakov | Asistencia: 300 espectadores Árbitro(s): Vladimir Seldyakov |

| 19 de enero de 2013 | Tayikistán  | 1 – 0   | Letonia | SKK Peterburgsky, Saint Petersburg                     |                                                        |
|                     | Nazarov 39' | Reporte |         | Asistencia: 300 espectadores Árbitro(s): Denis Shpilev | Asistencia: 300 espectadores Árbitro(s): Denis Shpilev |

| 21 de enero de 2013 | Bielorrusia                                                                      | 5 – 2   | Tayikistán                        | SKK Peterburgsky, Saint Petersburg                   |                                                      |
|                     | Lyahchylin 25' (pen.) · Nikitin 34' · Vasilewski 65' · Novik 72' · Signevich 89' | Reporte | Gaforov 17' · Davronov 88' (pen.) | Asistencia: 300 espectadores Árbitro(s): Anton Anopa | Asistencia: 300 espectadores Árbitro(s): Anton Anopa |

| 21 de enero de 2013 | Letonia     | 1 – 0   | Estonia | SKK Peterburgsky, Saint Petersburg                       |                                                          |
|                     | Svārups 78' | Reporte |         | Asistencia: 500 espectadores Árbitro(s): Vitaly Rushakov | Asistencia: 500 espectadores Árbitro(s): Vitaly Rushakov |

### Grupo B
| País       | J | G | E | P | GF | GC | GD | Pts |
| ---------- | - | - | - | - | -- | -- | -- | --- |
| Rusia      | 3 | 1 | 2 | 0 | 9  | 5  | +4 | 5   |
| Uzbekistán | 3 | 1 | 2 | 0 | 5  | 4  | +1 | 5   |
| Kazajistán | 3 | 1 | 0 | 2 | 6  | 9  | −3 | 3   |
| Kirguistán | 3 | 0 | 2 | 1 | 3  | 5  | −2 | 2   |

| 18 de enero de 2013 | Kirguistán      | 1 – 3   | Kazajistán                                       | SKK Peterburgsky, Saint Petersburg                            |                                                               |
|                     | Mambetaliev 42' | Reporte | Lunin 5' · Islamkhan 84' (pen.) · Murtazayev 90' | Asistencia: 300 espectadores Árbitro(s): Vyacheslav Kharlamov | Asistencia: 300 espectadores Árbitro(s): Vyacheslav Kharlamov |

| 18 de enero de 2013 | Rusia                              | 2 – 2   | Uzbekistán                 | SKK Peterburgsky, Saint Petersburg                          |                                                             |
|                     | Bocharov 12' · Mahmudov 30' (pen.) | Reporte | Kozak 10' · Iskanderov 39' | Asistencia: 3,000 espectadores Árbitro(s): Aleksey Matyunin | Asistencia: 3,000 espectadores Árbitro(s): Aleksey Matyunin |

| 20 de enero de 2013 | Uzbekistán     | 1 – 0   | Kazajistán | SKK Peterburgsky, Saint Petersburg                      |                                                         |
|                     | Iskanderov 71' | Reporte |            | Asistencia: 300 espectadores Árbitro(s): Dmitri Veselov | Asistencia: 300 espectadores Árbitro(s): Dmitri Veselov |

| 20 de enero de 2013 | Rusia | 0 – 0   | Kirguistán | SKK Peterburgsky, Saint Petersburg                          |                                                             |
|                     |       | Reporte |            | Asistencia: 1,500 espectadores Árbitro(s): Sergey Kostevich | Asistencia: 1,500 espectadores Árbitro(s): Sergey Kostevich |

| 21 de enero de 2013 | Kirguistán                | 2 – 2   | Uzbekistán                     | SKK Peterburgsky, Saint Petersburg                        |                                                           |
|                     | Kichin 41' · Sharipov 57' | Reporte | Toshpulatov 25' · Khakimov 71' | Asistencia: 500 espectadores Árbitro(s): Vladimir Rogulev | Asistencia: 500 espectadores Árbitro(s): Vladimir Rogulev |

| 21 de enero de 2013 | Kazajistán                                 | 3 – 7   | Rusia                                                                       | SKK Peterburgsky, Saint Petersburg                         |                                                            |
|                     | Lunin 27' · Kalizhanov 31' · Islamkhan 91' | Reporte | Panyukov 2' 85' 90+4' (pen.) · Obukhov 13' 36' (pen.) · Mitrishev 72' 90+2' | Asistencia: 1,000 espectadores Árbitro(s): Kirill Levnikov | Asistencia: 1,000 espectadores Árbitro(s): Kirill Levnikov |

### Grupo C
| País         | J | G | E | P | GF | GC | GD  | Pts |
| ------------ | - | - | - | - | -- | -- | --- | --- |
| Ucrania      | 3 | 3 | 0 | 0 | 10 | 0  | +10 | 9   |
| Lituania     | 3 | 1 | 1 | 1 | 2  | 3  | −1  | 4   |
| Moldavia     | 3 | 1 | 0 | 2 | 2  | 5  | −3  | 3   |
| Turkmenistán | 3 | 0 | 1 | 2 | 1  | 7  | −6  | 1   |

| 19 de enero de 2013 | Ucrania                              | 3 – 0   | Lituania | SKK Peterburgsky, Saint Petersburg                     |                                                        |
|                     | Noyok 10' · Polyarus 73' · Koval 90' | Reporte |          | Asistencia: 300 espectadores Árbitro(s): Mikhail Belov | Asistencia: 300 espectadores Árbitro(s): Mikhail Belov |

| 19 de enero de 2013 | Moldavia                     | 2 – 1   | Turkmenistán | SKK Peterburgsky, Saint Petersburg                         |                                                            |
|                     | Milinceanu 60' · Solomin 63' | Reporte | Durdyýew 56' | Asistencia: 300 espectadores Árbitro(s): German Kravchenko | Asistencia: 300 espectadores Árbitro(s): German Kravchenko |

| 20 de enero de 2013 | Moldavia | 0 – 2   | Ucrania                | SKK Peterburgsky, Saint Petersburg                          |                                                             |
|                     |          | Reporte | Koval 32' · Ryzhuk 72' | Asistencia: 300 espectadores Árbitro(s): Vladimir Moskalyov | Asistencia: 300 espectadores Árbitro(s): Vladimir Moskalyov |

| 20 de enero de 2013 | Turkmenistán | 0 – 0   | Lituania | SKK Peterburgsky, Saint Petersburg                      |                                                         |
|                     |              | Reporte |          | Asistencia: 500 espectadores Árbitro(s): Sergei Kulikov | Asistencia: 500 espectadores Árbitro(s): Sergei Kulikov |

| 22 de enero de 2013 | Ucrania                                           | 5 – 0   | Turkmenistán | SKK Peterburgsky, Saint Petersburg                            |                                                               |
|                     | Ivanko 20' 29' · Filippov 43' · Yakovenko 52' 83' | Reporte |              | Asistencia: 150 espectadores Árbitro(s): Vyacheslav Kharlamov | Asistencia: 150 espectadores Árbitro(s): Vyacheslav Kharlamov |

| 22 de enero de 2013 | Lituania           | 2 – 0   | Moldavia | SKK Peterburgsky, Saint Petersburg                        |                                                           |
|                     | Kazlauskas 36' 69' | Reporte |          | Asistencia: 200 espectadores Árbitro(s): Aleksey Matyunin | Asistencia: 200 espectadores Árbitro(s): Aleksey Matyunin |

## Ronda de Consolación

### 9º-12º Lugar
| 24 de enero de 2013 | Estonia                            | 2 – 1   | Turkmenistán | SKK Peterburgsky, Saint Petersburg                     |                                                        |
|                     | Antonov 75' · Liivamägi 90' (pen.) | Reporte | Tursunow 45' | Asistencia: 300 espectadores Árbitro(s): Denis Shpilev | Asistencia: 300 espectadores Árbitro(s): Denis Shpilev |

| 24 de enero de 2013 | Kirguistán                                       | 1 – 1 (5–3 p.)             | Letonia                                   | SKK Peterburgsky, Saint Petersburg                         |                                                            |
|                     | Kozubaev 58'                                     | Reporte                    | Jermolajevs 80' (pen.)                    | Asistencia: 300 espectadores Árbitro(s): German Kravchenko | Asistencia: 300 espectadores Árbitro(s): German Kravchenko |
|                     |                                                  | Tiros desde el punto penal |                                           |                                                            |                                                            |
|                     | Sharipov · Sydykov · Otkeev · Shamshiev · Kichin |                            | Barinovs · Kļuškins · Jermolajevs · Hmizs |                                                            |                                                            |

### 11º Lugar
| 26 de enero de 2013 | Turkmenistán | 0 – 4   | Letonia                                           | SKK Peterburgsky, Saint Petersburg                      |                                                         |
|                     |              | Reporte | Kļuškins 22' · Svārups 51' 53' · Hmizs 68' (pen.) | Asistencia: 500 espectadores Árbitro(s): Dmitri Veselov | Asistencia: 500 espectadores Árbitro(s): Dmitri Veselov |

### 9º Lugar
| 26 de enero de 2013 | Estonia                                          | 2 – 2 (3–4 p.)             | Kirguistán                                        | SKK Peterburgsky, Saint Petersburg                       |                                                          |
|                     | Junolainen 13' · Lepik 67'                       | Reporte                    | Kichin 29' · Sharipov 52'                         | Asistencia: 300 espectadores Árbitro(s): Vitaly Rushakov | Asistencia: 300 espectadores Árbitro(s): Vitaly Rushakov |
|                     |                                                  | Tiros desde el punto penal |                                                   |                                                          |                                                          |
|                     | Liivamägi · Lepistu · Ingermann · Rättel · Lipin |                            | Otkeev · Sydykov · Musabekov · Shamshiev · Kichin |                                                          |                                                          |

## Fase Final

### Cuartos de final
| 23 de enero de 2013 | Bielorrusia                    | 2 – 1   | Kazajistán    | SKK Peterburgsky, Saint Petersburg                        |                                                           |
|                     | Tkachuk 15' (a.g.) · Bykov 46' | Reporte | Pasichnik 69' | Asistencia: 300 espectadores Árbitro(s): Sergey Kostevich | Asistencia: 300 espectadores Árbitro(s): Sergey Kostevich |

| 23 de enero de 2013 | Tayikistán                            | 1 – 1 (2–4 p.)             | Lituania                              | SKK Peterburgsky, Saint Petersburg                          |                                                             |
|                     | Gaforov 19'                           | Reporte                    | Verbickas 15' (pen.)                  | Asistencia: 500 espectadores Árbitro(s): Vladimir Seldyakov | Asistencia: 500 espectadores Árbitro(s): Vladimir Seldyakov |
|                     |                                       | Tiros desde el punto penal |                                       |                                                             |                                                             |
|                     | Davronov · Asrorov · Payzov · Nazarov |                            | Daukša · Verbickas · Dapkus · Spalvis |                                                             |                                                             |

| 23 de enero de 2013 | Ucrania                                                                 | 5 – 0   | Moldavia | SKK Peterburgsky, Saint Petersburg                      |                                                         |
|                     | Myakushko 5' · Karavayev 38' · Yakovenko 56' · Meskhia 64' · Ivanko 90' | Reporte |          | Asistencia: 300 espectadores Árbitro(s): Sergei Kulikov | Asistencia: 300 espectadores Árbitro(s): Sergei Kulikov |

| 23 de enero de 2013 | Rusia                      | 2 – 0   | Uzbekistán | SKK Peterburgsky, Saint Petersburg                       |                                                          |
|                     | Kayumov 30' · Panyukov 83' | Reporte |            | Asistencia: 2,500 espectadores Árbitro(s): Mikhail Belov | Asistencia: 2,500 espectadores Árbitro(s): Mikhail Belov |

### 5º-8º Lugar
| 25 de enero de 2013 | Uzbekistán     | 2 – 3   | Kazajistán                                | SKK Peterburgsky, Saint Petersburg                          |                                                             |
|                     | Sergeev 9' 54' | Reporte | Murtazayev 4' · Ayaganov 19' · Ulshin 37' | Asistencia: 300 espectadores Árbitro(s): Vladimir Moskalyov | Asistencia: 300 espectadores Árbitro(s): Vladimir Moskalyov |

| 25 de enero de 2013 | Tayikistán   | 1 – 3   | Moldavia                     | SKK Peterburgsky, Saint Petersburg                   |                                                      |
|                     | Kurbonov 43' | Reporte | Carp 12' 56' · Nemerenco 80' | Asistencia: 500 espectadores Árbitro(s): Anton Anopa | Asistencia: 500 espectadores Árbitro(s): Anton Anopa |

### Semifinales
| 25 de enero de 2013 | Lituania     | 1 – 2   | Ucrania                            | SKK Peterburgsky, Saint Petersburg                        |                                                           |
|                     | Nakrošius 5' | Reporte | Babenko 69' (pen.) · Yakovenko 85' | Asistencia: 800 espectadores Árbitro(s): Aleksey Matyunin | Asistencia: 800 espectadores Árbitro(s): Aleksey Matyunin |

| 25 de enero de 2013 | Rusia                   | 2 – 1   | Bielorrusia    | SKK Peterburgsky, Saint Petersburg                              |                                                                 |
|                     | Kayumov 30' · Bolov 57' | Reporte | Sazonovich 64' | Asistencia: 4,000 espectadores Árbitro(s): Vyacheslav Kharlamov | Asistencia: 4,000 espectadores Árbitro(s): Vyacheslav Kharlamov |

### 7º Lugar
| 27 de enero de 2013 | Uzbekistán                    | 2 – 0   | Tayikistán | SKK Peterburgsky, Saint Petersburg                          |                                                             |
|                     | Kozak 54' · Makhsatalliev 68' | Reporte |            | Asistencia: 500 espectadores Árbitro(s): Vladimir Seldyakov | Asistencia: 500 espectadores Árbitro(s): Vladimir Seldyakov |

### 5º Lugar
| 27 de enero de 2013 | Kazajistán | 0 – 1   | Moldavia    | SKK Peterburgsky, Saint Petersburg                      |                                                         |
|                     |            | Reporte | Solomin 47' | Asistencia: 300 espectadores Árbitro(s): Sergei Kulikov | Asistencia: 300 espectadores Árbitro(s): Sergei Kulikov |

### 3º Lugar
| 27 de enero de 2013 | Bielorrusia          | 2 – 0   | Lituania | SKK Peterburgsky, Saint Petersburg                       |                                                          |
|                     | Novik 8' · Bykov 65' | Reporte |          | Asistencia: 800 espectadores Árbitro(s): Kirill Levnikov | Asistencia: 800 espectadores Árbitro(s): Kirill Levnikov |

### Final
| 27 de enero de 2013 | Rusia                                                          | 4 – 2   | Ucrania                       | SKK Peterburgsky, Saint Petersburg                                |                                                                   |
|                     | Iashvili 5' (a.g.) · Panyukov 37', 76' · Mahmudov 90+5' (pen.) | Reporte | Kalitvintsev 13' · Ivanko 64' | Asistencia: 7,000 espectadores Árbitro(s): Mikhail Belov (Russia) | Asistencia: 7,000 espectadores Árbitro(s): Mikhail Belov (Russia) |

## Campeón
| Copa de la CEI 2013 |
| ------------------- |
| Bandera de Rusia    |
| Rusia 2º Título     |

## Máximos goleadores
| # | Futbolista      | Equipo      | Goles |
| - | --------------- | ----------- | ----- |
| 1 | Andrei Panyukov | Rusia       | 6     |
| 2 | Vitaliy Ivanko  | Ucrania     | 4     |
| 2 | Yuriy Yakovenko | Ucrania     | 4     |
| 2 | Artem Bykov     | Bielorrusia | 4     |
| 5 | Kaspars Svārups | Letonia     | 3     |

## Posiciones Finales
| #                 | País         |
| ----------------- | ------------ |
| Medalla de oro    | Rusia        |
| Medalla de plata  | Ucrania      |
| Medalla de bronce | Bielorrusia  |
| 4                 | Lituania     |
| 5                 | Moldavia     |
| 6                 | Kazajistán   |
| 7                 | Uzbekistán   |
| 8                 | Tayikistán   |
| 9                 | Kirguistán   |
| 10                | Estonia      |
| 11                | Letonia      |
| 12                | Turkmenistán |